# Kerkeinde
Kerkeinde is een buurtschap in de gemeente Altena in de Nederlandse provincie Noord-Brabant. Het ligt aan de Boven-Merwede 3 kilometer ten noordoosten van Werkendam dicht bij de brug naar Gorinchem. Kerkeinde bestaat uit enkele tientallen huizen en een kerk.

## Geschiedenis
Voordat er sprake was van de huidige kern Sleeuwijk, werd de huidige buurtschap Kerkeinde beschouwd als de kern van Sleeuwijk. Dit kwam met name doordat zich hier de kerk bevond (het huidige Oude kerkje). Daarnaast was het Kerkeinde toen ook groter dan vandaag de dag. In de loop van de twintigste eeuw verschoof het 'centrum' van Sleeuwijk naar het Hoekeinde en de omgeving van de Rijksstraatweg, de toenmalige rijksweg. Bij het Hoekeinde bevond zich het veer Sleeuwijk-Gorinchem, lang aangeprezen als de Kortste weg naar Parijs, die gefunctioneerd heeft tot 1961. Na de aanleg van de nieuwe snelweg A27, is het Kerkeinde als het ware afgesneden van de rest van Sleeuwijk. Sindsdien wordt het Kerkeinde vaak beschouwd als onderdeel van De Werken.
Hoofdplaats: Almkerk
Stad: Woudrichem      
Dorpen: Andel · Babyloniënbroek · Drongelen · Dussen · Eethen · Genderen · Giessen · Hank · Meeuwen · Nieuwendijk · Rijswijk · Sleeuwijk · Uitwijk · Veen · Waardhuizen · Werkendam · Wijk en Aalburg

Buurtschappen: Bronkhorst · Buurtje · De Baan · De Hoef · Duizend Morgen · Eng · Hill · Hoekeinde · Keizersveer · Kerkeinde · Kievitswaard · Kille · Korn · Moleneind · Oudendijk · Peerenboom · Schans · Spijk · Stenenheul · Steurgat · Uppel · Vierbannen · Vijcie · 't Zand · Zandwijk

Verdwenen plaatsen: Aartswaarde · Almonde · Eemkerk · Emmikhoven · Gansoyen · Hagoort · Honswijk · Munsterkerk · Muilkerk

Noord-Brabant: Steden en dorpen in Noord-Brabant      Nederland: Provincies · Gemeenten